# Chanceaux
Chanceaux (wym. [ʃɑ̃so]) – miejscowość i gmina we Francji, w regionie Burgundia-Franche-Comté, w departamencie Côte-d’Or. Przez miejscowość przepływa Sekwana. 
Według danych na rok 1990 gminę zamieszkiwało 219 osób, a gęstość zaludnienia wynosiła 10 osób/km² (wśród 2044 gmin Burgundii Chanceaux plasuje się na 693. miejscu pod względem liczby ludności, natomiast pod względem powierzchni na miejscu 380.).